# 7°CN
《7°CN》은 2017년 3월 20일에 발매된 씨엔블루의 7번째 미니앨범이다.

## 수록곡 (작사 / 작곡)
1. 헷갈리게 (Between Us) (정용화, 한승호, 김이나 / 정용화, Justin Reinstein)
2. It's You (정용화, Justin Reinstein / 정용화, Justin Reinstein)
3. 끊지마 (Calling You) (이종현 / 이종현, 김창락)
4. When I Was Young (이종현 / 이종현, 김창락)
5. 마니또 (Manito) (이정신, 정용화 / 이정신, 한승훈, 고진영)
6. Royal Rumble (정용화, miwa / 정용화)